# 薑
薑，為薑科薑屬的植物，原產於海洋東南亞，最早由南島民族培植。薑開有黃綠色的花和辣味的根莖。根莖鮮品或乾品可以作為調味品。薑經過泡製作為中藥藥材之一，也可以沖泡為草本茶。薑耕種起源於亞洲並擁有悠久歷史，目前在印度、東南亞、西非和加勒比地区生產也見增長。

## 園藝
薑由白色和桃紅色的花芽開出黃色的花，由於它的美麗和對溫暖氣候的適應性，薑在亞熱帶常用於環境美化，是多年生植物，三到四英呎高。

## 生產趨向
印度目前佔全球薑的生產量約30%，取代中國成為最大生產國，中國是第二大生產國（約20.5%），跟隨的是印度尼西亞（約12.7%），尼泊爾（約11.5%）和尼日利亞（約10%）。
薑有所謂的連作障礙，一方面屬於會嚴重消耗土壤養分的作物，農業界甚至有土地種植一年薑後需休耕七年來恢復地力的說法，但事實上主要是由於土壤病菌造成，繼續種植會產生軟腐病、根瘤線蟲等疾病；由於印尼，尼日利亞乃至中國大陆、台灣的薑農常採用破壞森林的掠奪式農業來開闢薑田，薑的種植在主要生產國家都產生了生態問題。惟目前農業技術已能克服。

## 食用
薑的根味道辛辣，在許多地方的烹飪中是重要調味品，通常切片、切絲或磨成泥使用。在亞洲料理中通常用來去腥或作為香料，常和青葱、大蒜一同使用。在西方較常製成甜食，如薑糖、薑餅、薑餅乾等。薑也可以用在飲料中，例如薑母茶、薑汁撞奶、檸樂煲薑、熱紅酒等等。

## 中药
中醫認為，薑性溫。乾薑性斂，對止腹瀉療效顯著。生薑則散、降。
《本草綱目》：「元素曰：乾薑...其用有四：通心陽，一也；去臟腑沉寒痼冷，二也；發諸經之寒氣，三也；治感寒腹痛，四也。」乾薑是薑母（母薑）乾燥所製，為能守能走、溫中散寒之至藥。乾薑炒至表黑內棕黃成為炮薑，亦為守而不走、溫經止血的中藥材。
營養學方面，薑可對抗發炎、清腸、減輕痙攣和抽筋，及刺激血液循環。是一種強的抗氧化劑，對於疼痛和傷口是一種有效的殺菌劑，可保護肝臟和胃，對治療腸道疾病、血液循環問題、關節炎、發燒、頭痛、熱潮紅、消化不良、孕婦晨吐、動暈症、肌肉疼痛、噁心和嘔吐很有幫助。

## 安全性
食用薑的量如果過大會有副作用。雖然美國食品藥物管理局(FDA)把薑列為「公認安全」，但目前已知它可能影響抗凝血劑華法林，另外有膽結石的人應該避免。
食用薑如果發生過敏反應，一般都是以紅疹表現。雖然一般都是安全，但薑仍可導致胸口灼熱感、脹氣或噁心，尤其是以粉狀服用。吞食新鮮的嫩薑可能導致腸道阻塞，有消化道潰瘍、發炎性消化道疾病或已有腸阻塞病史者，可在服用多量嫩薑時可能發生嚴重反映。因薑促進膽汁分泌，有膽結石的病人可能產生不良反應。另外也有研究顯示薑可能影響血壓、凝血功能與導致心律不整。

| 十大最大薑生產國— 2008年6月11日 | 十大最大薑生產國— 2008年6月11日 | 十大最大薑生產國— 2008年6月11日 |
| 國家 | 生產量 (噸)                     | 註腳                            |
| --- | ------------------------------- | ------------------------------- |
| 印度 | 420000                          | F                               |
| 中华人民共和国 | 285000                          | F                               |
| 印度尼西亞 | 177000                          | F                               |
| 尼泊尔 | 158905                          |                                 |
| 奈及利亞 | 138000                          | F                               |
| | 57000                           | F                               |
| 日本 | 42000                           | F                               |
| 泰國 | 34000                           | F                               |
| 菲律賓 | 28000                           | F                               |
| 斯里蘭卡 | 8270                            |                                 |
| 全世界 | 1387445                         | A                               |
| 沒有標誌=官方數據、P =官方數據， F =糧食與農業組織估計， * =非官方或半官方或者不反映數據， C =計算數據，A =集體數據（可以包括官方，半官方或估計）； 來源: Food And Agricultural Organization of United Nations: Economic And Social Department: The Statistical Devision |                                 |                                 |

## 圖片集

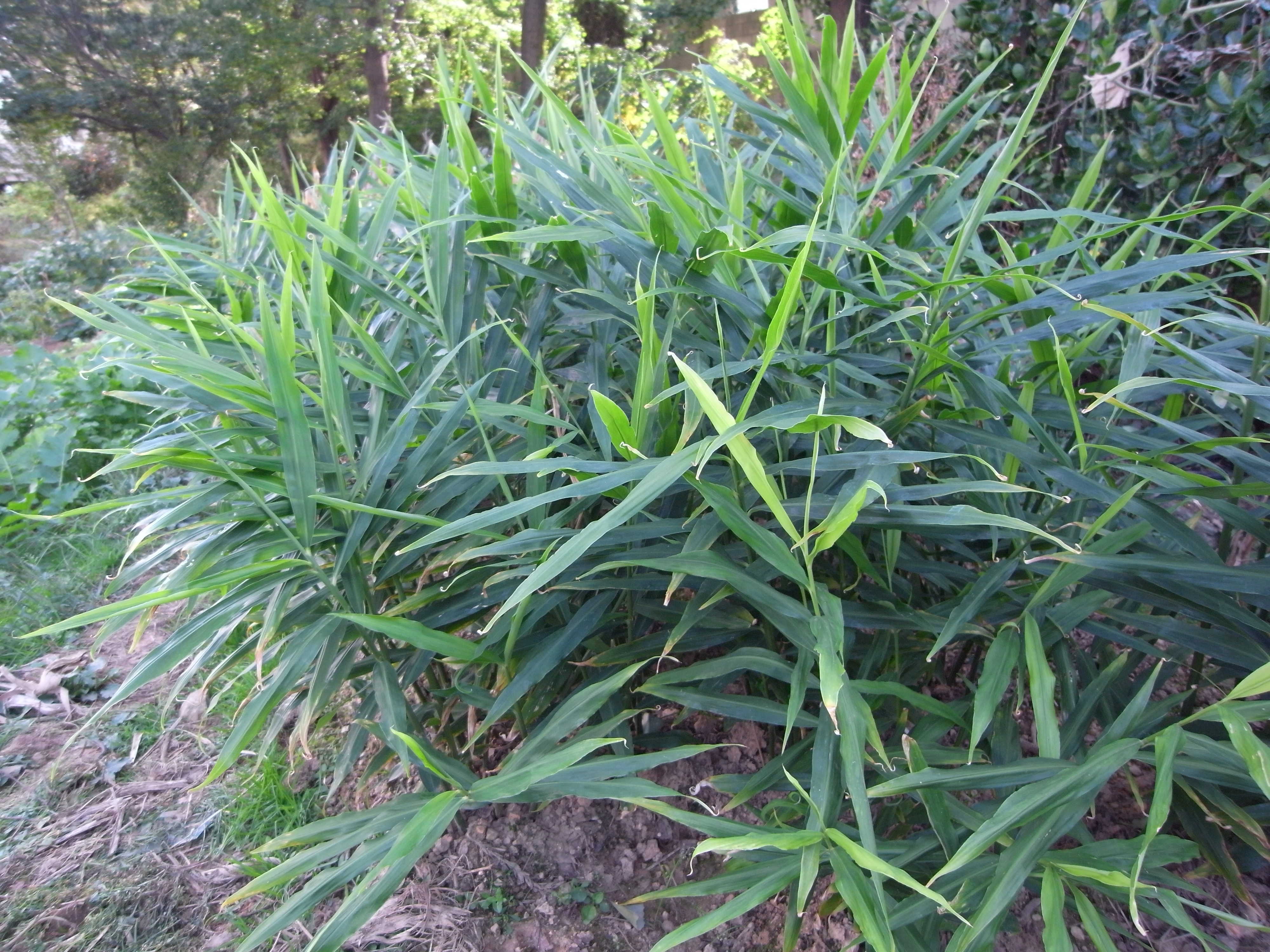
植株
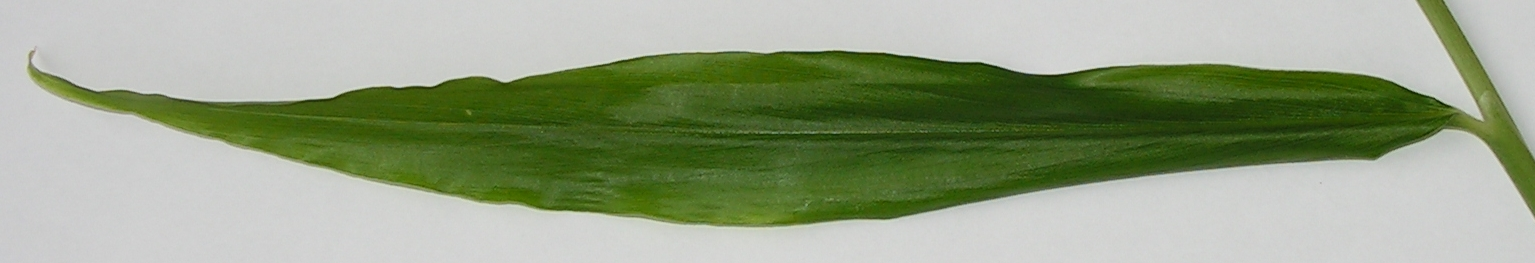
葉
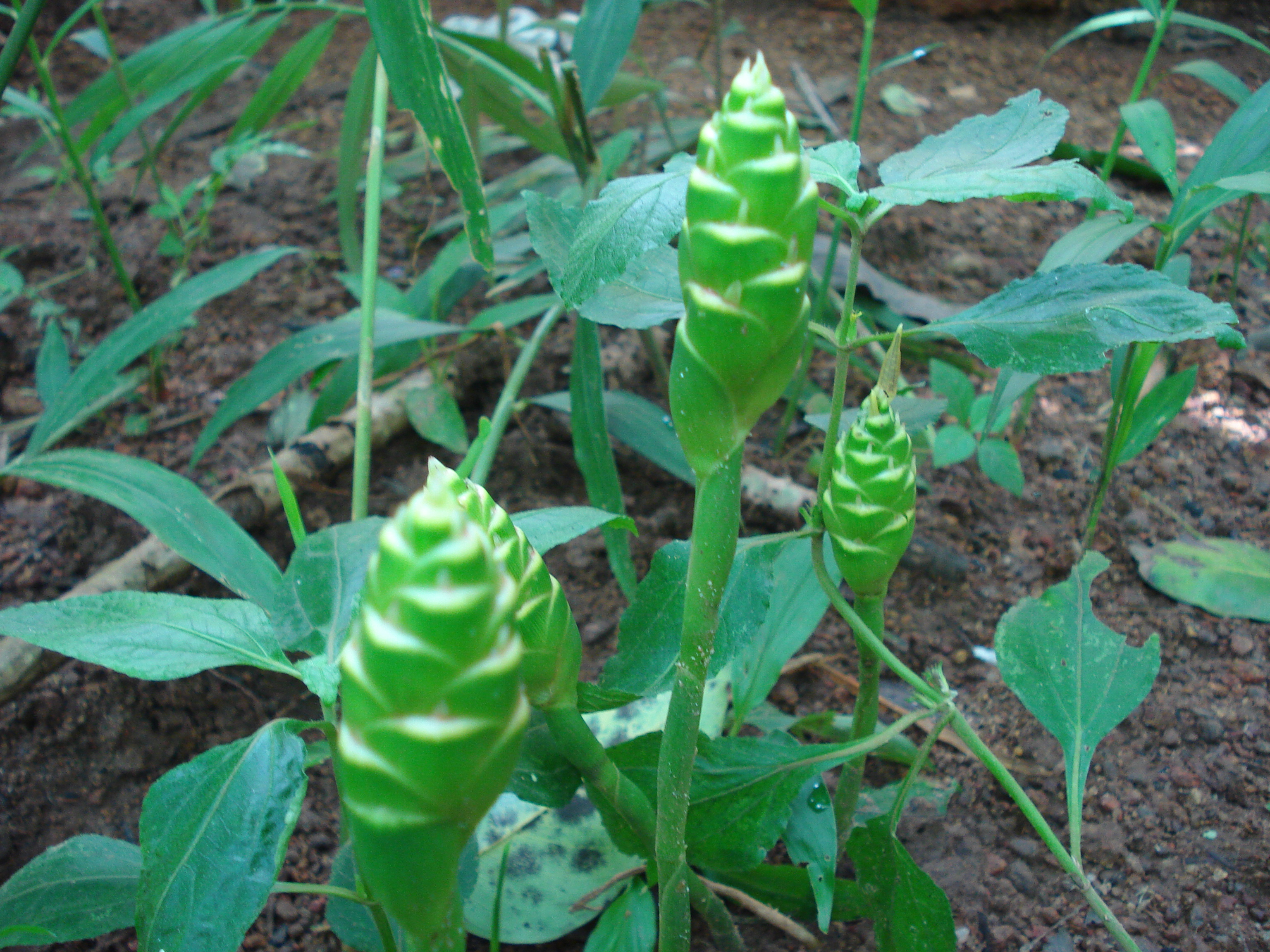
花苞
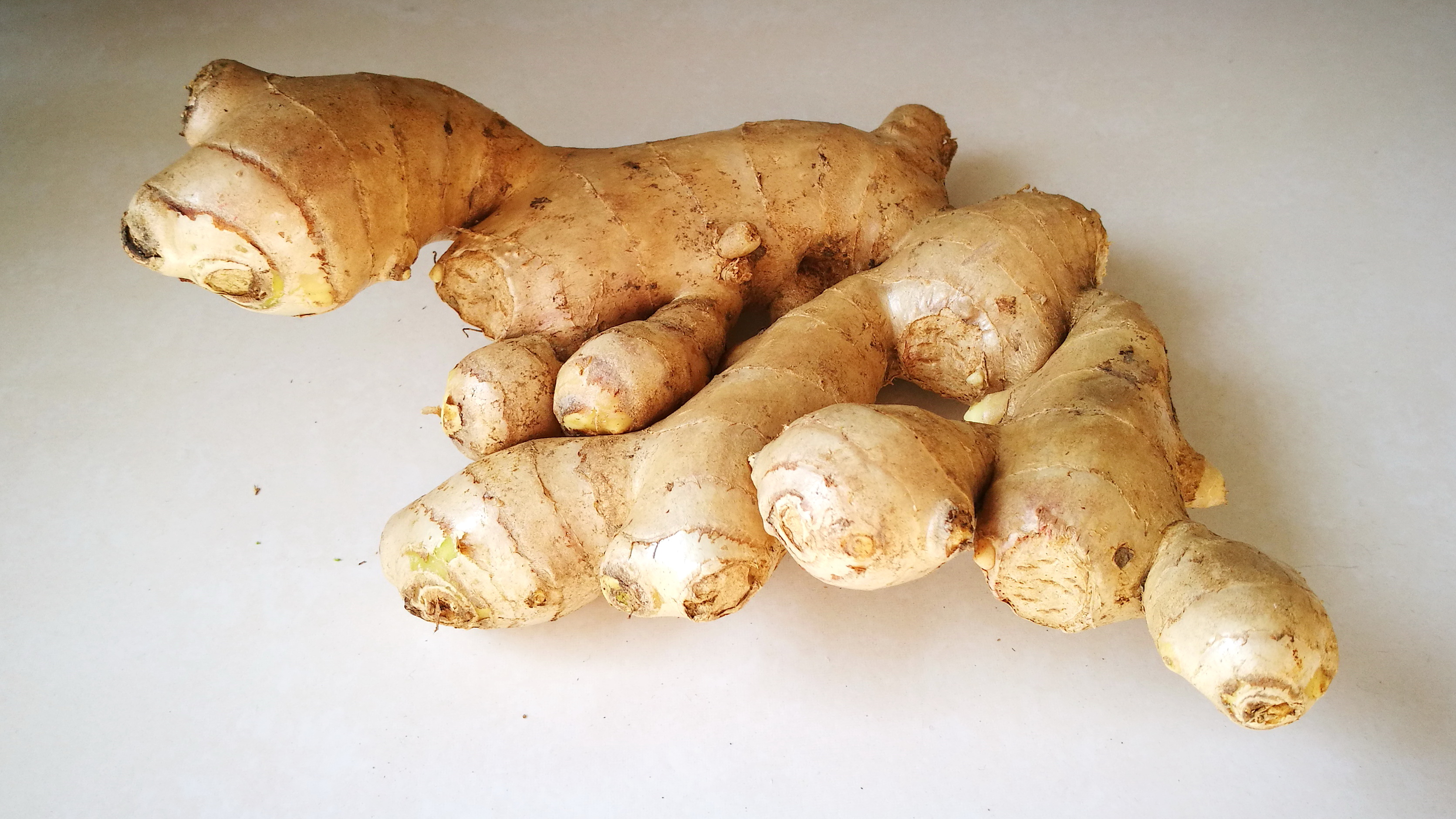
根莖
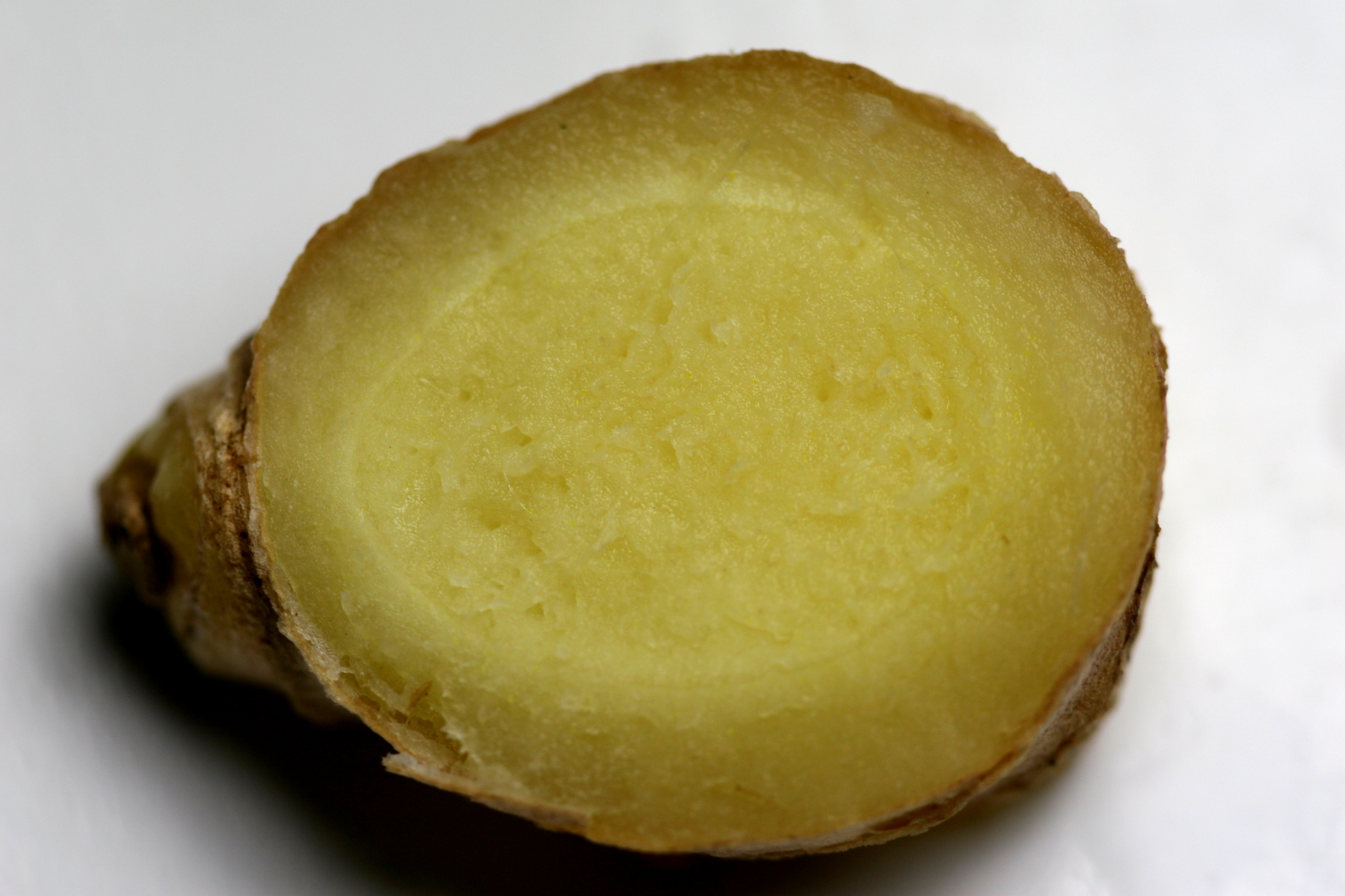
根莖剖面
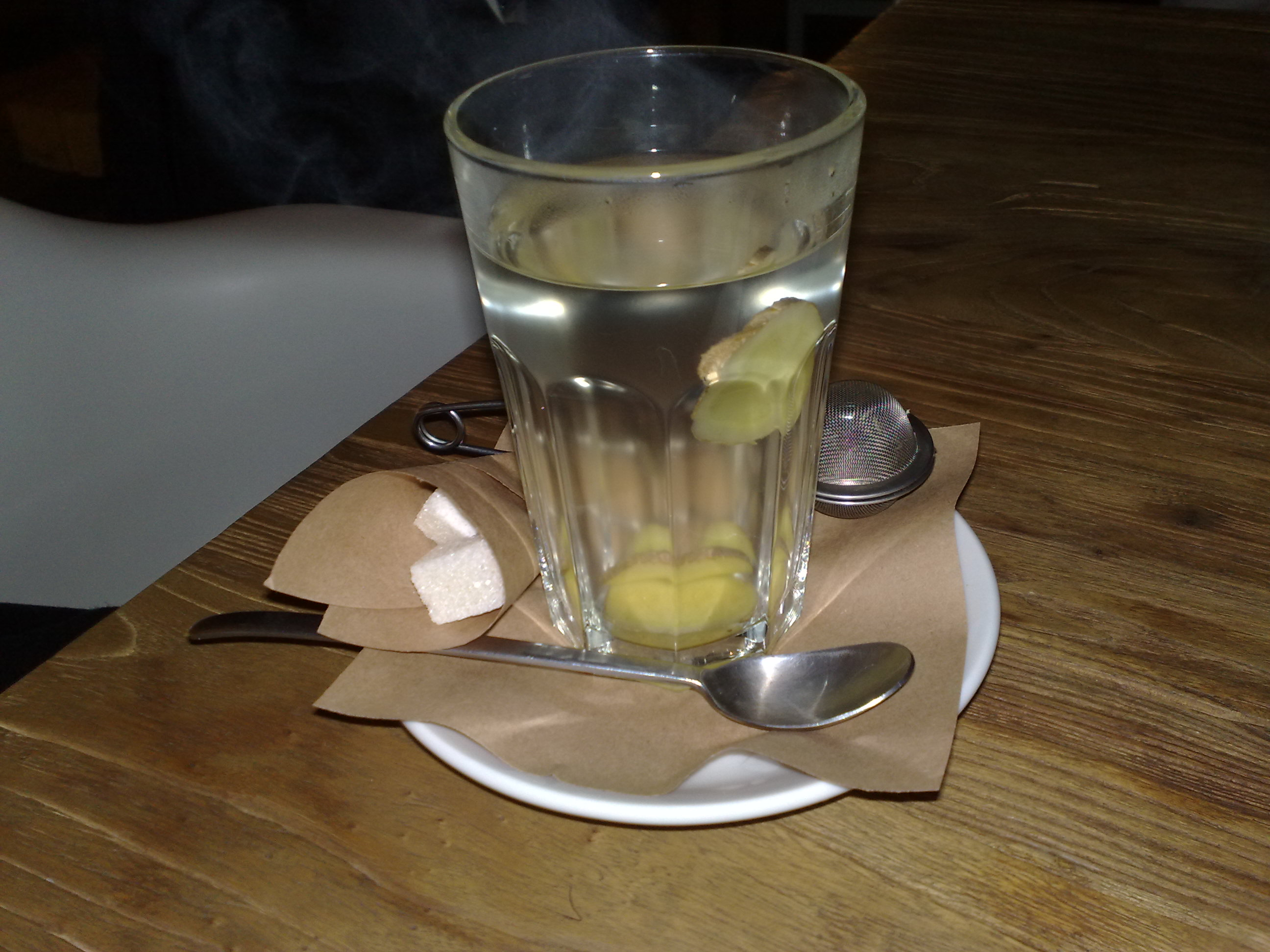
薑茶
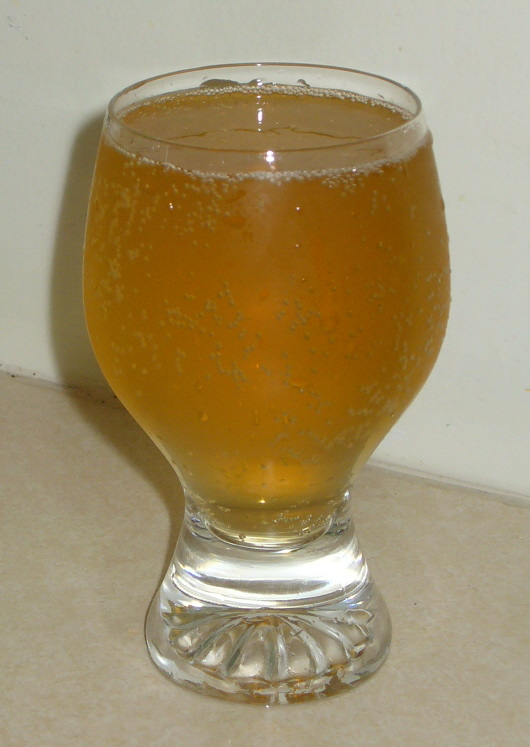
薑汁啤酒
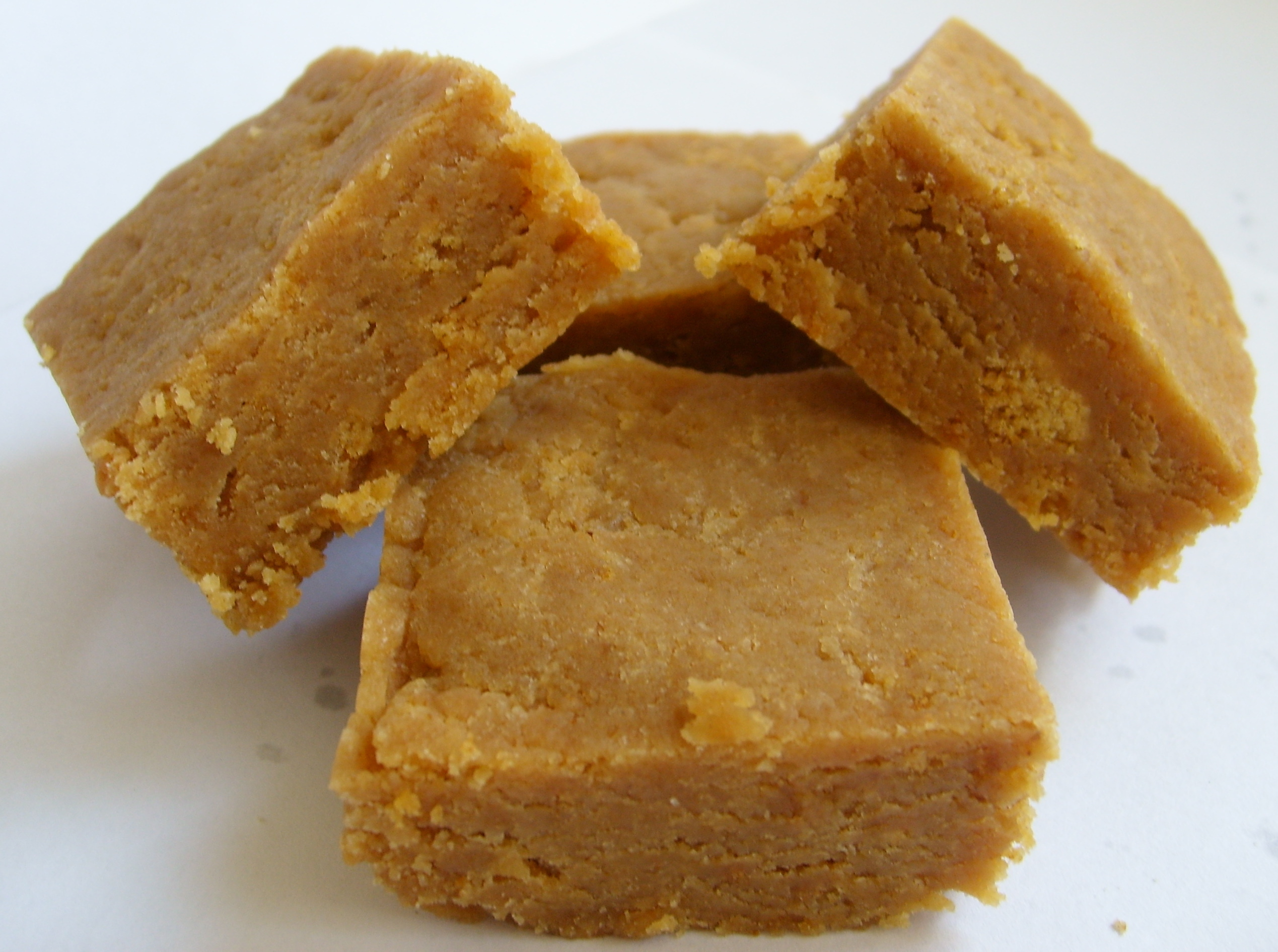
薑糖
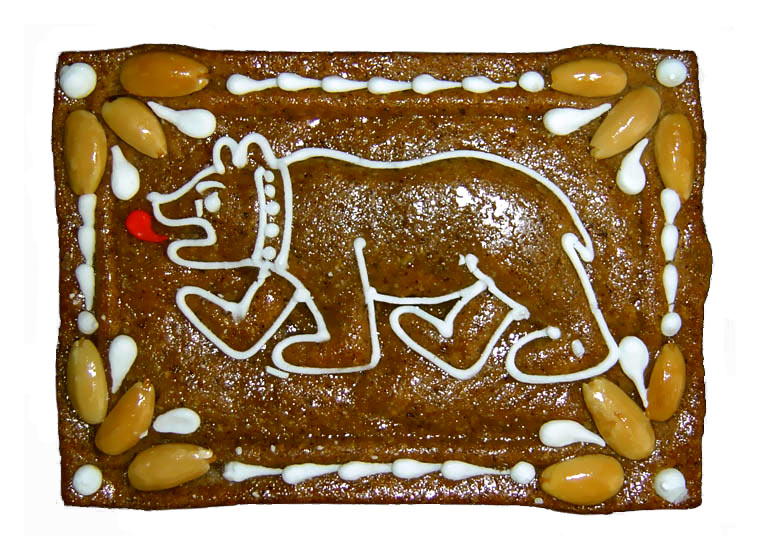
薑餅